# Francis Ford Coppola
Francis Ford Coppola (n. 7 aprilie 1939, Detroit, Michigan, SUA) este unul dintre cei mai cunoscuți și influenți regizori, scenariști și producători de filme american. 

## Biografie
Se hotărăște să se facă artist în 1957, când la 18 ani intră la Universitatea Hofstra din New York, la Arta Dramatică unde atrage atenția printr-un montaj foarte personal al piesei “Un tramvai numit dorință “ (A Streetcar Named Desire, de Tennesse Williams). În 1960 își ia titlul în Arta teatrală și în același an se înscrie și la UCLA (Universitatea din California, Los Angeles).
A lucrat sub tutela lui Roger Corman, apoi a înregistrat primul său succes, cu un buget redus, dar cu un stil aparte: Te-ai făcut băiat mare (You are Big Boy Now, 1967).
Coppola este unul dintre "tinerii lei" care au revoluționat Hollywoodul anilor ’70. Spre deosebire de colegii săi de generație, el nu are nici geniul comercial al lui Spielberg, nici monomania lui Lucas, nici consecvența tematică a lui Scorsese. Se aventurează în realizarea unor pelicule foarte diverse ca tematică, gen și amploare, încercând să alterneze filmele de public cu cele de suflet și izbutind să colecționeze mari izbânzi și mari căderi. În momentele de glorie, reușește performanța de a întruni aprecierea publicului și a criticii, fiind încununat cu premii și obținând încasări de invidiat.
A regizat peste 35 de producții, filmele sale au fost de numeroase ori premiate, în special seria Nașul. A primit cinci Premii Oscar, șase premii Globul de Aur, două Palme d'Or, dar și trofee pentru întreaga carieră, din partea Festivalului de Film de la Veneția și a Sindicatului producătorilor americani.

## Filmografie
- 2024 Megalopolis - regizor, scenarist
- 2011 Twixt   - regizor
- 2009 Tetro - regizor , scenarist
- 2007 Tinerețe fără tinerețe - Youth Without Youth - regizor , scenarist
- 1997 Omul care aduce ploaia - The Rainmaker - regizor , scenarist
- 1996 Jack - regizor
- 1992 Dracula - regizor
- 1990 Nașul: Partea a III-a/The Godfather: Partea a III-a - regizor, scenarist
- 1988 Tucker: The Man and His Dream - regizor
- 1987 Gardens of Stone - regizor
- 1986 Peggy Sue Got Married - regizor
- 1986 Captain EO - regizor , scenarist
- 1984 The Cotton Club - regizor , scenarist
- 1983 Rumble Fish - regizor , scenarist
- 1983 The Outsiders - regizor
- 1982 One from The Heart - regizor , scenarist
- 1979 Apocalipsul acum - Apocalypse Now - regizor, scenarist
- 1974 Nașul: Partea a II-a - The Godfather:Partea a II-a - regizor, scenarist
- 1974 Conversația - The Conversation - regizor , scenarist
- 1974 Marele Gatsby - The Great Gatsby - scenarist
- 1972 Nașul - The Godfather - regizor , scenarist
- 1970 Patton - scenarist
- 1968 The Rain People - regizor , scenarist
- 1968 Finian's Rainbow - regizor
- 1966 You're a Big Boy Now - regizor , scenarist
- 1966 Arde Parisul? - Paris brûle-t-il? - scenarist
- 1966 This Property Is Condemned - scenarist
- 1963 Dementia 13 - regizor , scenarist